# Fritillaria przewalskii
Fritillaria przewalskii är en liljeväxtart som beskrevs av Carl Maximowicz och Batalin. Fritillaria przewalskii ingår i Klockliljesläktet och i familjen liljeväxter. Inga underarter finns listade.